# Ordine al merito (Giamaica)
L'Ordine al merito è un'onorificenza della Giamaica, la terza per importanza nel sistema di onorificenze giamaicano.

## Storia
È conferita a cittadini giamaicani o insigni cittadini di altri paesi che si sono particolarmente distinti in ambito internazionale nelle scienze, nelle arti, nella letteratura e in altri campi. L'ordine può essere conferito a non più di quindici persone viventi. I membri e i membri onorari possono fregiarsi delle insegne dell'ordine e hanno diritto al titolo di honourable. Possono inoltre aggiungere la sigla OM al proprio nome, OM(Hon) in caso di membri onorari. Il motto dell'Ordine è He that does truth comes into the light (Chi pratica la verità raggiunge la luce).
L'Ordine al merito era inizialmente conferito ai capi di Stato esteri, dal 2003 questa funzione spetta all'Ordine di Eccellenza.

## Classi
L'ordine dispone dell'unica classe di "membro".

## Insigniti notabili
- Fidel Castro
- Bob Marley [3]
- Peter Tosh [4]
- Jimmy Cliff[5]